# ابن مندویه اصفهانی
ابوعلی احمدبن عبدالرحمن بن مندویه اصفهانی شاعر، پزشک، فیلسوف و گیاهشناس سده چهارم بود. پدر او از خاندانی بزرگ و از سخن‌دانان روزگار خویش بود و علم لغت و دانش نحو و فن شعر می‌ورزید. ابن مندویه مرد ادب و فضل و او را کتابی در شعر و شعراست و نیز صاحب کناشی ملیح است در طب با بیانی شیرین.
وی در خاندانی مشهور در اصفهان زاده شد. پدرش عبدالرحمان از دانشمندان دوران خود بود که علم لغت و نحو و فن شعر را به خوبی می‌دانست. ابن مندویه از شاگردان ابوماهر موسی بن یوسف بن سیار شیرازی و شاگرد مکتب علی بن عباس اهوازی و با ابوالعلاء فارسی پزشک سلاطین آل بویه معاصر بود .
گویند آنگاه که عضدالدوله فناخسرو در سال  ۳۷۲ قمری بیمارستان عضدی بغداد بنا کرد ۲۴ تن پزشک از دوروبر ملک گرد آورد و ابن مندویه یکی از آن عده بود. ابن مندویه خدمات مهمی به علم پزشکی کرد و پژوهش‌های فراوانی نیز در این زمینه دارد. زمانی که در بیمارستان بغداد به پزشکی مشغول بود نامه‌هایی به پزشکان و شاگردان خود در اصفهان می‌نوشت و آن‌ها از رساله‌های او در درمان بیماری‌ها استفاده می‌کردند.

## آثار
- کتاب نقض الجاحظ فی نقضه للطب
- کتاب الجامع الکبیر. کتاب الاغذیه
- کتاب الطبیخ
- کتاب المغیث فی الطب
- کتاب الکافی فی الطب و چندین رساله به اهل اصفهان که میان مردم آن ولایت متداول است.
- کتاب المدخل الی الطب و کتاب الجامع المختصر من علم الطب
- کتاب فی الشراب و کتاب نهایة الاختصار.
  - از رسائل :
- رساله‌ای درترکیب طبقات چشم
- رساله ٔ علاج بزرگ گشتن عدسی
- رساله ٔ علاج بیماری معده
- رساله‌ای در علاج استسقا
- رساله‌ای در علاج مثانه
- رساله‌ای در امراض اطفال .[۱]